# Brewerton (New York)
Brewerton est une census-designated place du comté d'Onondaga, dans l'État de New York, aux États-Unis,. En 2020, elle compte une population de 3 907 habitants.